# Bahnstrecke Chumphon–Khao Fachi
| Streckenlänge: | 91 km               |                            |                            |
| Spurweite: | 1000 mm (Meterspur) |                            |                            |
| |                     |                            |                            |
| \| \| \| Südbahn \| von Bangkok-Tonburi \| \| \| 0,00 \| Chumphon \| Chumphon \| \| \| \| Südbahn nach Su-ngai Kolok \| \| \| \| \| Wang Phai \| \| \| \| \| Tha San \| \| \| \| \| Pak Chan \| \| \| \| \| Thap Li \| \| \| \| \| Kraburi \| \| \| \| \| Khlong Lam Liang \| \| \| \| 90,82 \| Khao Fachi \| Khao Fachi \| \| \| \| \| \| \| \| \| \| \| \| \| \| Hafen Khlong La-Un \| \| |                     |                            |                            |
| Strecke |                     | Südbahn                    | von Bangkok-Tonburi        |
| Bahnhof | 0,00                | Chumphon                   | Chumphon                   |
| Abzweig ehemals geradeaus und nach links |                     | Südbahn nach Su-ngai Kolok | Südbahn nach Su-ngai Kolok |
| Bahnhof (Strecke außer Betrieb) |                     | Wang Phai                  | Wang Phai                  |
| Bahnhof (Strecke außer Betrieb) |                     | Tha San                    | Tha San                    |
| Bahnhof (Strecke außer Betrieb) |                     | Pak Chan                   | Pak Chan                   |
| Bahnhof (Strecke außer Betrieb) |                     | Thap Li                    | Thap Li                    |
| Bahnhof (Strecke außer Betrieb) |                     | Kraburi                    | Kraburi                    |
| Bahnhof (Strecke außer Betrieb) |                     | Khlong Lam Liang           | Khlong Lam Liang           |
| Bahnhof (Strecke außer Betrieb) | 90,82               | Khao Fachi                 | Khao Fachi                 |
| Strecke von links (außer Betrieb) · Abzweig geradeaus, nach links und nach rechts (Strecke außer Betrieb) · Strecke von rechts (außer Betrieb) |                     |                            |                            |
| Strecke nach links (außer Betrieb) · Strecke nach rechts (außer Betrieb) · Strecke (außer Betrieb) |                     |                            |                            |
| Betriebs-/Güterbahnhof Streckenende (Strecke außer Betrieb) |                     | Hafen Khlong La-Un         | Hafen Khlong La-Un         |

Die Bahnstrecke Chumphon–Khao Fachi war neben der Thailand-Burma-Eisenbahn die zweite von der Japanischen Armee im Zweiten Weltkrieg in Thailand gebaute Bahnstrecke.

## Politisch-militärische Lage
Nachdem das Kaiserreich Japan im Zweiten Weltkrieg 1941 / 1942 British Malaya, Singapur, Thailand und Burma erobert hatte, arrangierte sich die thailändische Regierung mit den Besatzern und trat auf japanischer Seite in den Krieg ein.
Den Japanern war mit ihren Eroberungen in Niederländisch-Indien, Französisch-Indochina, British Malaya Gleismaterial und Schwellen sowie zahlreiche Eisenbahnfahrzeuge der eroberten Gebiete in die Hände gefallen, was die materielle Voraussetzung für den Bau der Thailand-Burma-Eisenbahn und der Strecke Chumphon–Khao Fachi war. Im Gegensatz zur Thailand-Burma-Eisenbahn wurden beim Bau der Strecke Chumphon–Khao Fachi aber kaum Kriegsgefangene eingesetzt.
Die schmalste Stelle der Malaiischen Halbinsel, der Isthmus von Kra, galt als strategisch empfindlicher Punkt: Die Japaner befürchteten hier eine Landung der Alliierten, um so die japanischen Streitkräfte in British Malaya und nördlich davon von denen in Thailand, Britisch-Indien und Französisch-Indochina zu trennen. Weiter sollte der lange und damit riskanten Transport über See um die Malaiische Halbinsel, um Singapur herum und durch die Straße von Malakka vermieden werden, wo immer die Gefahr von Angriffen durch alliierte U-Boote bestand.
Die Generalität empfahl daher die dortige Infrastruktur durch eine Eisenbahnstrecke zu stärken, die den schnellen Transport von Truppen und Material über die Landenge ermöglichte.

## Bau
Die Strecke wurde unabhängig von der thailändischen Eisenbahn durch japanisches Militär errichtet und betrieben. Allerdings wurden die technischen Parameter der thailändischen Eisenbahn zugrunde gelegt und die Strecke an die Südbahn angeschlossen, um den unproblematischen Übergang von Eisenbahnfahrzeugen auf die Strecke zu ermöglichen. So wurde für die eingleisige Strecke z. B. die in Thailand übliche Meterspur zugrunde gelegt.
Der Vorschlag zum Bau wurde am 13. Mai 1943 von Seiten der Japaner ausgesprochen, Thailand stimmte dem am 31. Mai zu. Die Bauarbeiten begannen am nächsten Tag. Verwendet wurde Eisenbahnmaterial, das in British Malaya abgebaut wurde: Die Japaner ließen dort allein 320 km Gleise der Oststrecke zwischen Kuala Krai, Kelantan und Mantakab als Kriegsbeute demontieren, sowie einige Nebenbahnen, insgesamt 444 km, und 92 km weiterer Gleisanlagen. Als Arbeitskräfte für den Bau der Bahnstrecke Chumphon–Khao Fachi dienten 20.000 – 25.000 Kulis. Es wurde unter harten Bedingungen Tag und Nacht gearbeitet. Viele starben oder flohen von den Baustellen.
Die Strecke umfasste sieben Bahnhöfe und 31 Brücken. Am 25. Dezember 1943 ging die Strecke in Betrieb. Bauliche Besonderheit war am Westende der Strecke, dass der Bahnhof Khao Fachi, Amphoe Kra Buri eine Wendeschleife besaß, mit der die Züge, ohne die Lokomotive umsetzen zu müssen, die Rückfahrt antreten konnten.

## Betrieb
Am östlichen Ende der Strecke in Chumphon gab es keine Anbindung an einen Hafen. Die Küstengewässer sind flach und dessen Bau wäre aufwändig gewesen. Alles musste mit Leichtern an Land und auf der Straße nach Chumphon gebracht werden. Deshalb wurden über die Verbindung hauptsächlich Truppen, aber kaum Güter transportiert. Am östlichen Ende der Strecke in Khao Fachi gab es dagegen einen Hafen am Klong La-un Bang Kaeo, Amphoe La-un. Die Truppen wurden hier auf kleinen Booten eingeschifft und durch die vielen Inseln in der Andamanensee nach Norden gebracht. Im Schnitt wurden so 300 Soldaten pro Tag befördert. Auf der Strecke verkehrte mindestens jeden Tag ein Zug, bei Bedarf mehr – bis über 30 pro Tag.
Mehrfach führten die Alliierten Luftangriffe auf die Strecke und ihre Einrichtungen durch.

## Ende
Mit der Kapitulation Japans betrachtete Großbritannien die Bahnstrecke als Kriegsbeute und sein Eigentum. Es baute sie noch 1945 ab und brachte das Gleismaterial nach British Malaya zurück, um die von den Japanern dort angerichteten Schäden zu beheben.